# Bezděkov, Rokycany
Bezděkov là một làng thuộc huyện Rokycany, vùng Plzeňský, Cộng hòa Séc.